# ビョルゲ・シャールレーン
ビョルゲ・シャールレーン（ノルウェー語: Bjørg Skjælaaen、1933年9月6日 - 2019年1月11日）は、ノルウェー、オスロ出身の女性フィギュアスケート選手（ペアスケーティング）。元パートナーはレイダル・ベルエソン、Johannes Thorsen。1952年オスロオリンピックノルウェー代表。

## 主な戦績
- 1950-52シーズンはレイダル・ベルエソンとペア。
- 1954-59シーズンはJohannes Thorsenとペア。

| 大会/年          | 1950-51 | 1951-52 | 1952-53 | 1953-54 | 1954-55 |
| ---------------- | ------- | ------- | ------- | ------- | ------- |
| オリンピック     |         | 13      |         |         |         |
| 世界選手権       |         |         |         | 9       |         |
| ノルウェー選手権 | 1       | 1       | 1       | 1       | 1       |
| 北欧選手権       |         |         | 2       | 2       | 1       |